# Majdí (nom)
Majdí és un nom masculí àrab (àrab: مجدي, Majdī) que literalment significa ‘gloriós'. Si bé Majdí és la transcripció normativa en català del nom en àrab clàssic, també se'l pot trobar transcrit Majdi, Mejdi... normalment per influència de la pronunciació dialectal o seguint altres criteris de transliteració. Com a nom comú entre musulmans, també el duen musulmans no arabòfons que l'han adaptat a les característiques fòniques i gràfiques de la seva llengua.
Vegeu aquí personatges i llocs que duen aquest nom.